# 岩松満純
岩松 満純（いわまつ みつずみ）は、室町時代前期の武将。上野新田荘の国人領主。父は新田義宗で、養父は岩松満国と伝わり、妻は上杉氏憲（禅秀）の娘で那須資之、千葉兼胤は相婿。子に家純。

## 生涯
正平23年/応安元年（1368年）に戦死した新田義宗の落胤といわれ、本人もそのように自称した。『系図纂要』には、義宗と満国の妹との間に生まれたのが満純であるとあるが、前半生ははっきりとはわかっていない。
兄に満氏がいたが、早くに亡くなったため、満純が岩松氏の後継となった。後に犬懸上杉家出身で関東管領となる上杉禅秀の娘を娶る。応永23年（1416年）の上杉禅秀の乱では舅の上杉禅秀に味方し、鎌倉公方足利持氏追放に功績を挙げた。この際に義宗の落胤として新田姓を自称したという。
しかし、持氏が室町幕府の援助を受けて反攻してくると、新田荘に敗走した。しかし隣の佐貫荘の国人領主舞木持広の追討を受け、武蔵入間川の戦いに敗れて捕縛され、応永24年（1417年）に鎌倉の竜の口で斬首された。
この満純の動きに父の満国は同調せず静観し、満純の死後、孫の持国（満純の弟満春の子）に家督を譲り岩松家を継がせた。廃嫡されたもう1人の孫の家純（満純の遺児）は出家した。
後に、家純は祖父の死後に6代将軍足利義教の後押しにより復権し勢力を持ち、岩松家は家純流（礼部家）と持国流（京兆家）に分裂した。